# كارل غوندرسون
كارل غوندرسون هو سياسي أمريكي، ولد في 20 يونيو 1864 في فيرمليون في الولايات المتحدة، وتوفي في 16 فبراير 1933 في ميتشل في الولايات المتحدة. نشط حزبياً في الحزب الجمهوري. وقد انتخب حاكم داكوتا الجنوبية ‏ (6 يناير 1925 – 4 يناير 1927).